# Władimir Niewostrujew
Władimir Walerjanowicz Niewostrujew, ros. Владимир Валерьянович Невоструев (ur. 25 maja 1966 w Nowokuźniecku) – rosyjski szachista, arcymistrz od 2003 roku.

## Kariera szachowa
Bardzo rzadko startuje w turniejach poza terenem Rosji. W 1992 r. zwyciężył w otwartym memoriale pamięci Aleksandra Alechina w Moskwie. Normy na tytuł arcymistrza wypełnił w latach 2001 (Nowokuźnieck, II m. za Murtasem Każgalejewem) oraz 2002 (Nowokuźnieck, I m. i Krasnodar, dz. V-XIV m. w finale indywidualnych mistrzostw Rosji). W 2004 r. zwyciężył w Kemerowie, w 2005 – w Ułan Ude, a w latach 2006, 2008, 2009 i 2010 – pięciokrotnie w Kemerowie (w tym dwukrotnie w 2010 roku).
Najwyższy ranking w karierze osiągnął 1 kwietnia 2003 r., z wynikiem 2528 punktów zajmował wówczas 86. miejsce wśród rosyjskich szachistów.